# Bất khả thuyết
Bất khả thuyết (zh. bùkě shuō 不可說, sa. avaktavya, ja. fukasetsu)
1. Nghĩa là cái "không thể nói được." Như tất cả những Thánh nhân của các thời đại, các nền văn hoá khác nhau, đạo Phật – nhất là Thiền tông – nhấn mạnh rằng, các kinh nghiệm Giác ngộ (Kiến tính) vượt qua mọi ngôn ngữ, văn tự. Người đã kiến tính tương tự một "người câm nằm chiêm bao" – như Thiền sư Vô Môn Huệ Khai bình giảng trong Công án thứ nhất của tập Vô môn quan – không thể trình bày giấc mộng của mình cho người khác. Cũng vì lý do này nên các vị Thiền sư thường khuyên đệ tử không nên bám chặt vào văn tự trong kinh sách, cho rằng, kinh sách chỉ là "ngón tay chỉ Mặt Trăng, không phải chính là Mặt Trăng."
Vì thế, các vị Thiền sư thường sử dụng bốn câu sau để diễn tả phương pháp tu tập của Thiền tông (theo truyền thuyết thì Bồ-đề-đạt-ma khởi xướng thuyết này nhưng các học giả cho rằng, sư Nam Tuyền Phổ Nguyện chính là người sử dụng đầu tiên): 
"Giáo ngoại biệt truyền (ja. kyōge betsuden), bất lập văn tự (ja. furyū monji), trực chỉ nhân tâm (ja. jikishi ninshin), kiến tính thành Phật (ja. kenshō jōbutsu)".
Cái "không thể diễn bày" của kinh nghiệm giác ngộ là lý do chính vì sao chư vị Thiền sư thường sử dụng những dấu hiệu thân thể như vặn mũi, dựng Phất tử… thay vì dùng lời để trả lời trong những buổi Độc tham, những cuộc Vấn đáp, Pháp chiến. Tuy nhiên, Thiền chính là tông phái lưu lại nhiều văn tự nhất trong các tông phái Phật giáo tại Trung Quốc. Điều đó cho thấy rằng, cái hữu ích của văn tự không hoàn toàn bị bác bỏ; nhưng các tác giả lại thường nhấn mạnh rằng, không một loại văn tự nào có thể chứa đựng hoặc trình bày trọn vẹn Chân như. Chỉ người nào đã tự chứng ngộ chân lý mới có thấu suốt được huyền nghĩa nằm trong văn tự.
2. Chỉ cách trình bày một Bổ-đặc-già-la của Độc Tử bộ, nói Tự ngã chẳng đồng nhất chẳng khác biệt với ngũ uẩn. 